# Ла-Ліга
Ла-Ліга або Пріме́ра Дивізіо́н Професійної футбольної ліги Іспанії (ісп. Primera División), відомий також просто як Прімера — професійний футбольний турнір клубів з найвищого рівня системи футбольних ліг Іспанії. Ла-Ліга вважається однією з найкращих футбольних ліг у світі.
Дев'ять клубів ставали переможцями Ла-Ліги. Починаючи з 1950-х років панівними клубами були Реал Мадрид і Барселона. Станом на кінець сезону 2024/25, Реал ставав чемпіоном 36 разів, а Барселона 28 разів. Однак протягом 1930-х і 1940-х років, а також протягом останніх сезонів Ла-Ліга була більш конкурентною. У 30-х і 40-х роках з Реалом і Барселоною успішно конкурували Валенсія, Атлетіко (Мадрид) і Атлетік (Більбао), а у 1990-х і 2000-х роках — та ж сама Валенсія і Депортіво Ла-Корунья.
Станом на сезон 2024/25 Ла-Ліга посідала третє місце (поступаючись Англії та Італії) у рейтингу національних ліг УЄФА, який використовується для визначення представництва країн у єврокубках. У сезоні 2005/06 клуби Ла Ліги вибороли єврокубковий «дубль» — Барселона виграла Лігу Чемпіонів, а Севілья — Кубок УЄФА. До цього останній раз клубам однієї країни таке вдавалося у сезоні 1996/97. Повторити це досягнення вдалося у сезоні 2013/14 Реалу Мадрид - переможцю Ліги Чемпіонів та Севільї - переможцю Ліги Європи, сезоні 2014/15, коли Барселона виграла Лігу Чемпіонів, а  Севілья - Лігу Європи, в сезоні 2015/16, з Реалом Мадрид переможцем Ліги Чемпіонів та Севільєю переможцем Ліги Європи та в сезоні 2017/18, з Реалом Мадрид переможцем Ліги Чемпіонів та Атлетіко (Мадрид) переможцем Ліги Європи. В сезоні 2018/19, англійські клуби повторили це досягнення: Ліверпуль став переможцем Ліги Чемпіонів та  Челсі  переможцем Ліги Європи.
Ла-Ліга одна з найпопулярніших професійних спортивних ліг у світі, у сезоні 2018/19 років середня відвідуваність склала 26 933 глядачів. Це сьомий результат серед будь-яких спортивних ліг у світі та третій серед футбольних після Бундесліги та Прем'єр-Ліги.

## Історія

### Заснування
Вперше ідею національної футбольної ліги в Іспанії запропонував у квітні 1928 року Хосе Марія Ача, директор клубу Аренас Клуб Гечо. Після тривалих дискусій стосовно розміру ліги й критеріїв допуску клубів, урешті-решт Королівська федерація футболу Іспанії визначила десятку учасників першої Прімери, що відбулась у 1929 році. «Барселона», «Реал Мадрид», «Атлетік» (Більбао), «Реал Сосьєдад», «Аренас Клуб Гечо» і «Реал Уніон» приєдналися на правах попередніх переможців Королівського кубка. «Атлетік Мадрид» (тодішня назва клубу «Атлетіко» Мадрид), «Еспаньйол» і «Європа» одержали право участі як попередні фіналісти кубка, а «Расінг (Сантандер)» виборов місце у лізі через перехідний турнір з грою на вибування. Станом на кінець сезону 2020-21 тільки три з членів-засновників, Барселона, Реал Мадрид і Атлетік (Більбао), жодного разу не вибували до нижчих дивізіонів.

### 1930-і роки
Хоча Барселона виграла перший чемпіонський титул, а Реал Мадрид перемагав у 1932 і 1933 роках, на початку лідером іспанського футболу був Атлетік (Більбао), посівши перше місце у 1930, 1931, 1934 і 1936 роках і друге — у 1932 і 1933 роках. У 1935 році чемпіоном вперше (і поки востаннє) став Реал Бетіс, який тоді виступав під назвою Бетіс Баломпіє. Лігу було призупинено на період громадянської війни в Іспанії, але клуби республіканської території (крім двох мадридських), розіграли між собою Середземноморську лігу, чемпіоном якої у 1937 році стала Барселона.

### 1940-і роки
Після поновлення Ліги у 1940-х роках спочатку найсильнішими клубами були Атлетіко Авіасьон, Валенсія і Севілья. Атлетіко Авіасьон (тодішня назва клубу Атлетіко Мадрид) отримав право участі в сезоні 1939-40 лише як заміна Реалу Ов'єдо, чий стадіон було ушкоджено під час війні. Клуб святкував перемогу в перший же сезон, а також захистив свій титул у 1941 році. Інші клуби втратили гравців через вигнання, страту і загибель на війні, але Атлетіко навпаки підсилився завдяки злиттю Атлетик Мадрид і Авіасьон Насьональ з Сарагоси. Молодий передвоєнний склад Валенсії було також збережено, і у післявоєнні роки він виріс у чемпіонів, вигравши титул у 1942, 1944 і 1947 роках, а також посівши друге місце у 1948 і 1949 роках. Севілья також переживала коротку золоту добу, посівши друге місце у 1940 і 1942 роках і виборовши поки що свій єдиний титул у 1946 році. Наприкінці десятиріччя Барселона почала потроху перебирати на себе мантію лідера, ставши чемпіоном у 1945, 1948 і 1949 роках.

### Ді Стефано, Пушкаш, Кубала і Суарес
Хоча «Атлетіко» Мадрид (змінивши назву з «Атлетіко Авіасьйон») став чемпіоном у 1950 і 1951 роках під керівництвом натхненника катеначо Еленіо Еррера, 1950-ті роки були початком ери домінування «Барселони» і «Реала». Протягом 1930-х, 1940-х і 1950-х років існували суворі обмеження на кількість іноземних гравців. У більшості випадків клубам дозволялося заявити лише трьох іноземних гравців на гру. Але у 1950-х роках «Реал» і «Барселона» знайшли можливість обійти правила, натуралізувавши Альфредо Ді Стефано, Ференца Пушкаша і Ладіслава Кубалу. Натхненна грою Кубали, Барса здобула титул у 1952 і 1953 роках. Ді Стефано, Пушкаш і  Франсіско Хенто були ядром складу «Реала», який домінував у другій половині 1950-х років. «Реал» виграв лігу у 1954, 1955, 1957 і 1958 роках, поступившись титулом «Атлетіку» (Більбао) у 1956 році. «Барселона» виграла чемпіонат у 1959 і 1960 роках під керівництвом Еленіо Еррери й з Луїсом Суаресом у складі.

### Домінування Мадрида
Між 1961 і 1980 роками в Прімері лізі домінував Реал Мадрид, стававши чемпіоном 14 разів, включаючи п'ять перемог поспіль між 1961 і 1965 роками й дві серії з трьох перемог поспіль (1967-69 і 1978-80 рр.). Лише Атлетіко Мадрид зміг скласти гідну конкуренцію Реалу протягом цього періоду, перемігши чотири рази (у 1966, 1970, 1973 і 1977 роках). Ще два титули дісталися Валенсії у 1971 році й Барселоні з Йоханом Кройфом у складі в 1974 році.

### 1980-і роки
Врешті-решт домінуванню двох клубів з Мадрида було покладено кінець, хоча й тимчасово, двома клубами з Країни Басків. Реал Сосьєдад виграв титул у 1981 і 1982 роках, а Атлетік (Більбао) — у 1983 і 1984 роках. Террі Венейблз привів Барселону до одного титулу у 1985 році, після чого Реал Мадрид знову ставав переможцем п'ять раз поспіль (1986-90 рр.) під проводом Лео Бенгаккера. У складі мадридців грав Уго Санчес і легендарна «Когорта стерв'ятника» — Еміліо Бутрагеньйо, Мануель Санчіс, Рафаель Мартін Васкес, Мічел і Мігель Пардеса.

### 1990-і роки
Йоган Кройф повернувся до Барселони як тренер у 1988 році, зібравши легендарну «Команду-мрію» з такими гравцями, як Жузеп Гвардіола, Хосе Марі Бакеро, Чікі Беґірістайн, Гойкоечеа, Роналд Куман, Мікаель Лаудруп і Христо Стоїчков. Ця команда виграла титул чотири рази поспіль між 1991 і 1994 роками, а також виграла Кубок Чемпіонів у 1992 році. Після конфлікту з Кройфом Лаудруп перейшов до головного суперника Барси, Реала, і допоміг йому перервати переможну ходу Барселони у 1995 році. Після цього чемпіонами стали Атлетіко Мадрид у 1996-му і знов Реал Мадрид у 1997-му році. Після успіху Кройфа ще один голландець Луї ван Гал прибув на Камп Ноу, і з допомогою таких талантів як Луїш Фігу, Луїс Енріке і Рівалдо Барселона знов виграла титул у 1998 і 1999 роках.

### Нове тисячоліття
У новому тисячолітті Реал і Барселона зіштовхнулися з новими іспитами. Між 1993 і 2004 роками Депортіво Ла-Корунья фінішував в трійці призерів десять разів — більше аніж Реал чи Барселона, а у 2000 році, під проводом Хав'єра Ірурети, Депортіво став дев'ятим чемпіоном в історії ліги. Реал Мадрид виборов титул у 2001 і 2003 роках, але все більшу конкуренцію мадридцям складала Валенсія, яка переживала відродження під керівництвом Ектора Купера, дійшовши до фіналу Ліги Чемпіонів у 2000 і 2001 роках. Його наступник Рафаель Бенітес продовжив розпочату справу і привів клуб до чемпіонства у 2002 році й до «дубля» в лізі та кубку УЄФА у 2004 році. Барселона, натхненна грою Роналдінью, виборола титул в сезонах 2004-05 і 2005-06 (другий раз разом з Лігою Чемпіонів). Одночасно зійшла зірка Севільї, яка хоча й не виграла лігу, двічі поспіль перемогла у кубку УЄФА (2005-06 і 2006-07 — в другому випадку здолавши в фіналі ще один іспанський клуб, РКД Еспаньйол). Але наприкінці десятиріччя Реал повернув собі втрачені позиції, ставши чемпіоном у сезонах 2006-07 і 2007-08.

## Клуби-учасники
Учасники Ла-Ліги сезону 2024–25:
| Команда        | Місто                       | Стадіон                                  | Місткість |
| -------------- | --------------------------- | ---------------------------------------- | --------- |
| Алавес         | Віторія-Гастейс             | Мендісорроса                             | 19,840    |
| Атлетік        | Більбао                     | Сан-Мамес                                | 53,289    |
| Атлетіко       | Мадрид                      | Ріяд Ейр Метрополітано                   | 70,460    |
| Барселона      | Барселона                   | Олімпійський стадіон ім. Люїса Кумпаньша | 55,926    |
| Валенсія       | Валенсія                    | Месталья                                 | 49,430    |
| Вільярреал     | Вілярреаль                  | Естадіо-Сьютат-де-Валенсія               | 23,008    |
| Вальядолід     | Вальядолід                  | Хосе Соррилья                            | 27,618    |
| Еспаньйол      | Барселона                   | Естаді-Корнелья-Ель-Прат                 | 40,000    |
| Жирона         | Жирона                      | Естаді-Монтіліві                         | 14,624    |
| Лас-Пальмас    | Лас-Пальмас-де-Гран-Канарія | Гран Канарія                             | 31,250    |
| Леганес        | Леганес                     | Бутарке                                  | 12,450    |
| Мальорка       | Пальма                      | Майорка-Сон-Муа                          | 23,142    |
| Осасуна        | Памплона                    | Естадіо-Ель-Садар                        | 23,576    |
| Райо Вальєкано | Мадрид                      | Кампо де Вальєкас                        | 14,708    |
| Реал Бетіс     | Севілья                     | Беніто Вільямарін                        | 60,721    |
| Реал Мадрид    | Мадрид                      | Сантьяго Бернабеу                        | 83,186    |
| Реал Сосьєдад  | Сан-Себастьян               | Аноета                                   | 39,500    |
| Севілья        | Севілья                     | Рамон Санчес Пісхуан                     | 43,883    |
| Сельта         | Віго                        | Балаїдос                                 | 29,000    |
| Хетафе         | Хетафе                      | Колісеум Альфонсо Перес                  | 16,500    |

## Чемпіони

### Рік за роком
| Рік     | Чемпіон            | Друге місце        | Третє місце         |
| ------- | ------------------ | ------------------ | ------------------- |
| 1929    | Барселона          | Реал Мадрид        | Атлетік (Більбао)   |
| 1929-30 | Атлетік (Більбао)  | Барселона          | Аренас Клуб де Гечо |
| 1930-31 | Атлетік (Більбао)  | Расінг (Сантандер) | Реал Сосьєдад       |
| 1931-32 | Мадрид КФ          | Атлетік (Більбао)  | Барселона           |
| 1932-33 | Мадрид КФ          | Атлетік (Більбао)  | Еспаньйол           |
| 1933-34 | Атлетік (Більбао)  | Мадрид КФ          | Расінг (Сантандер)  |
| 1934-35 | Бетіс Баломпіє     | Мадрид КФ          | Реал Ов'єдо         |
| 1935-36 | Атлетік (Більбао)  | Мадрид КФ          | Реал Ов'єдо         |
| 1936-37 | Громадянська війна | Громадянська війна | Громадянська війна  |
| 1937-38 | Громадянська війна | Громадянська війна | Громадянська війна  |
| 1938-39 | Громадянська війна | Громадянська війна | Громадянська війна  |
| 1939-40 | Атлетіко Авіасьон  | Севілья            | Атлетік (Більбао)   |
| 1940-41 | Атлетіко Авіасьон  | Атлетік (Більбао)  | Валенсія            |
| 1941-42 | Валенсія           | Реал Мадрид        | Атлетіко Авіасьон   |
| 1942-43 | Атлетік (Більбао)  | Севілья            | Барселона           |
| 1943-44 | Валенсія           | Атлетіко Авіасьон  | Севілья             |
| 1944-45 | Барселона          | Реал Мадрид        | Атлетіко Авіасьон   |
| 1945-46 | Севілья            | Барселона          | Атлетік (Більбао)   |
| 1946-47 | Валенсія           | Атлетік (Більбао)  | Атлетіко Авіасьон   |
| 1947-48 | Барселона          | Валенсія           | Атлетіко Мадрид     |
| 1948-49 | Барселона          | Валенсія           | Реал Мадрид         |
| 1949-50 | Атлетіко Мадрид    | Депортіво          | Валенсія            |
| 1950-51 | Атлетіко Мадрид    | Севілья            | Валенсія            |
| 1951-52 | Барселона          | Атлетік (Більбао)  | Реал Мадрид         |
| 1952-53 | Барселона          | Валенсія           | Реал Мадрид         |
| 1953-54 | Реал Мадрид        | Барселона          | Валенсія            |
| 1954-55 | Реал Мадрид        | Барселона          | Атлетік (Більбао)   |
| 1955-56 | Атлетік (Більбао)  | Барселона          | Реал Мадрид         |
| 1956-57 | Реал Мадрид        | Севілья            | Барселона           |
| 1957-58 | Реал Мадрид        | Атлетіко Мадрид    | Барселона           |
| 1958-59 | Барселона          | Реал Мадрид        | Атлетік (Більбао)   |
| 1959-60 | Барселона          | Реал Мадрид        | Атлетік (Більбао)   |
| 1960-61 | Реал Мадрид        | Атлетіко Мадрид    | Барселона           |
| 1961-62 | Реал Мадрид        | Барселона          | Атлетіко Мадрид     |
| 1962-63 | Реал Мадрид        | Атлетіко Мадрид    | Реал Ов'єдо         |
| 1963-64 | Реал Мадрид        | Барселона          | Реал Бетіс          |
| 1964-65 | Реал Мадрид        | Атлетіко Мадрид    | Реал Сарагоса       |
| 1965-66 | Атлетіко Мадрид    | Реал Мадрид        | Барселона           |
| 1966-67 | Реал Мадрид        | Барселона          | Еспаньйол           |
| 1967-68 | Реал Мадрид        | Барселона          | Лас-Пальмас         |
| 1968-69 | Реал Мадрид        | Лас-Пальмас        | Барселона           |
| 1969-70 | Атлетіко Мадрид    | Атлетік (Більбао)  | Севілья             |
| 1970-71 | Валенсія           | Барселона          | Атлетіко Мадрид     |
| 1971-72 | Реал Мадрид        | Валенсія           | Барселона           |
| 1972-73 | Атлетіко Мадрид    | Барселона          | Еспаньйол           |
| 1973-74 | Барселона          | Атлетіко Мадрид    | Реал Сарагоса       |
| 1974-75 | Реал Мадрид        | Реал Сарагоса      | Барселона           |
| 1975-76 | Реал Мадрид        | Барселона          | Атлетіко Мадрид     |
| 1976-77 | Атлетіко Мадрид    | Барселона          | Атлетік (Більбао)   |
| 1977-78 | Реал Мадрид        | Барселона          | Атлетік (Більбао)   |
| 1978-79 | Реал Мадрид        | Спортінг (Хіхон)   | Атлетіко Мадрид     |
| 1979-80 | Реал Мадрид        | Реал Сосьєдад      | Спортінг (Хіхон)    |
| 1980-81 | Реал Сосьєдад      | Реал Мадрид        | Атлетіко Мадрид     |
| 1981-82 | Реал Сосьєдад      | Барселона          | Реал Мадрид         |
| 1982-83 | Атлетік (Більбао)  | Реал Мадрид        | Атлетіко Мадрид     |
| 1983-84 | Атлетік (Більбао)  | Реал Мадрид        | Барселона           |
| 1984-85 | Барселона          | Атлетіко Мадрид    | Атлетік (Більбао)   |
| 1985-86 | Реал Мадрид        | Барселона          | Атлетік (Більбао)   |
| 1986-87 | Реал Мадрид        | Барселона          | Еспаньйол           |
| 1987-88 | Реал Мадрид        | Реал Сосьєдад      | Атлетіко Мадрид     |
| 1988-89 | Реал Мадрид        | Барселона          | Валенсія            |
| 1989-90 | Реал Мадрид        | Валенсія           | Барселона           |
| 1990-91 | Барселона          | Атлетіко Мадрид    | Реал Мадрид         |
| 1991-92 | Барселона          | Реал Мадрид        | Атлетіко Мадрид     |
| 1992-93 | Барселона          | Реал Мадрид        | Депортіво           |
| 1993-94 | Барселона          | Депортіво          | Реал Сарагоса       |
| 1994-95 | Реал Мадрид        | Депортіво          | Реал Бетіс          |
| 1995-96 | Атлетіко Мадрид    | Валенсія           | Барселона           |
| 1996-97 | Реал Мадрид        | Барселона          | Депортіво           |
| 1997-98 | Барселона          | Атлетік (Більбао)  | Реал Сосьєдад       |
| 1998-99 | Барселона          | Реал Мадрид        | Мальорка            |
| 1999-00 | Депортіво          | Барселона          | Валенсія            |
| 2000-01 | Реал Мадрид        | Депортіво          | Мальорка            |
| 2001-02 | Валенсія           | Депортіво          | Реал Мадрид         |
| 2002-03 | Реал Мадрид        | Реал Сосьєдад      | Депортіво           |
| 2003-04 | Валенсія           | Барселона          | Депортіво           |
| 2004-05 | Барселона          | Реал Мадрид        | Вільярреал          |
| 2005-06 | Барселона          | Реал Мадрид        | Валенсія            |
| 2006-07 | Реал Мадрид        | Барселона          | Севілья             |
| 2007-08 | Реал Мадрид        | Вільярреал         | Барселона           |
| 2008-09 | Барселона          | Реал Мадрид        | Севілья             |
| 2009-10 | Барселона          | Реал Мадрид        | Валенсія            |
| 2010-11 | Барселона          | Реал Мадрид        | Валенсія            |
| 2011-12 | Реал Мадрид        | Барселона          | Валенсія            |
| 2012-13 | Барселона          | Реал Мадрид        | Атлетіко Мадрид     |
| 2013-14 | Атлетіко Мадрид    | Барселона          | Реал Мадрид         |
| 2014-15 | Барселона          | Реал Мадрид        | Атлетіко Мадрид     |
| 2015-16 | Барселона          | Реал Мадрид        | Атлетіко Мадрид     |
| 2016-17 | Реал Мадрид        | Барселона          | Атлетіко Мадрид     |
| 2017-18 | Барселона          | Атлетіко Мадрид    | Реал Мадрид         |
| 2018-19 | Барселона          | Атлетіко Мадрид    | Реал Мадрид         |
| 2019-20 | Реал Мадрид        | Барселона          | Атлетіко Мадрид     |
| 2020-21 | Атлетіко Мадрид    | Реал Мадрид        | Барселона           |
| 2021-22 | Реал Мадрид        | Барселона          | Атлетіко Мадрид     |
| 2022-23 | Барселона          | Реал Мадрид        | Атлетіко Мадрид     |
| 2023-24 | Реал Мадрид        | Барселона          | Жирона              |
| 2024-25 | Барселона          | Реал Мадрид        | Атлетіко Мадрид     |

### Досягнення чемпіонів
| Клуб              | Титулів | Других місць | Переможні роки |
| ----------------- | ------- | ------------ | --- |
| Реал Мадрид       | 36      | 26           | 1931-32, 1932-33, 1953-54, 1954-55, 1956-57, 1957-58, 1960-61, 1961-62, 1962-63, 1964-65, 1964-65, 1966-67, 1967-68, 1968-69, 1971-72, 1974-75, 1975-76, 1977-78, 1978-79, 1979-80, 1985-86, 1986-87, 1987-88, 1988-89, 1989-90, 1994-95, 1996-97, 2000-01, 2002-03, 2006-07, 2007-08, 2011-12, 2016-17, 2019-20, 2021-22, 2023-24 |
| Барселона         | 28      | 28           | 1929, 1944-45, 1947-48, 1948-49, 1951-52, 1952-53, 1958-59, 1959-60, 1973-74, 1984-85, 1990-91, 1991-92, 1992-93, 1993-94, 1997-98, 1998-99, 2004-05, 2005-06, 2008-09, 2009-10, 2010-11, 2012-13, 2014-15, 2015-16, 2017-18, 2018-19, 2022-23, 2024-25                                                                            |
| Атлетіко (Мадрид) | 11      | 10           | 1939-40, 1940-41, 1949-50, 1950-51, 1965-66, 1969-70, 1972-73, 1976-77, 1995-96, 2013-14, 2020-21 |
| Атлетік (Більбао) | 8       | 7            | 1929-30, 1930-31, 1933-34, 1935-36, 1942-43, 1955-56, 1982-83, 1983-84 |
| Валенсія          | 6       | 6            | 1941-42, 1943-44, 1946-47, 1970-71, 2001-02, 2003-04 |
| Реал Сосьєдад     | 2       | 3            | 1980-81, 1981-82 |
| Депортіво         | 1       | 5            | 1999–2000 |
| Севілья           | 1       | 4            | 1945-46 |
| Реал Бетіс        | 1       | 0            | 1934-35 |

## Рекорди гравців

### Індивідуальні нагороди
Існує велика кількість індивідуальних нагород, найвизначнішими з яких є Трофей Пічічі (або просто Пічічі) найкращому бомбардиру ліги та Трофей Самори — найкращому воротареві (останнім нагороджується воротар з найменшою кількістю голів, пропущених в середньому за гру). Обидві нагороди присуджуються найбільшою спортивною газетою в Іспанії «Марка».

### Найкращі бомбардири
Станом на 25 травня 2025
- Жирним шрифтом виділені гравці, що продовжують виступати у Ла Лізі

| №  | Країна              | Футболіст           | Голи | Матчі | Голів за матч | Роки      |
| -- | ------------------- | ------------------- | ---- | ----- | ------------- | --------- |
| 1  | Аргентина           | Ліонель Мессі       | 474  | 520   | 0.91          | 2004–2021 |
| 2  | Португалія          | Кріштіану Роналду   | 311  | 292   | 1.07          | 2009–2018 |
| 3  | Іспанія             | Тельмо Сарра        | 251  | 277   | 0.91          | 1940–1955 |
| 4  | Франція             | Карім Бензема       | 238  | 439   | 0.54          | 2009–2023 |
| 5  | Мексика             | Уго Санчес          | 234  | 347   | 0.67          | 1981–1994 |
| 6  | Іспанія             | Рауль               | 228  | 550   | 0.41          | 1994–2010 |
| 7  | Аргентина · Іспанія | Альфредо Ді Стефано | 227  | 329   | 0.69          | 1953–1966 |
| 8  | Іспанія             | Сезар Родріґес      | 225  | 353   | 0.64          | 1941–1960 |
| 9  | Іспанія             | Кіні                | 219  | 448   | 0.49          | 1970–1987 |
| 10 | Іспанія             | Паїньйо             | 210  | 278   | 0.76          | 1943–1956 |
| 11 | Франція             | Антуан Грізманн     | 198  | 530   | 0.37          | 2010–     |
| 12 | Іспанія             | Мундо               | 195  | 231   | 0.84          | 1939–1951 |
| 13 | Іспанія             | Карлос Сантільяна   | 186  | 461   | 0.4           | 1971–1988 |
| 14 | Іспанія             | Давід Вілья         | 185  | 352   | 0.53          | 2003–2014 |
| 15 | Іспанія             | Хуан Арса           | 181  | 347   | 0.52          | 1943–1959 |
| 16 | Уругвай             | Луїс Суарес         | 179  | 258   | 0.69          | 2014–2022 |
| 17 | Іспанія             | Гільєрмо Горостіса  | 178  | 256   | 0.7           | 1929–1946 |
| 18 | Іспанія             | Яго Аспас           | 166  | 387   | 0.43          | 2012–     |
| 19 | Камерун             | Самюель Ето'о       | 162  | 280   | 0.58          | 1998–2009 |
| 20 | Іспанія             | Луїс Арагонес       | 160  | 360   | 0.44          | 1960–1974 |

### Найбільша кількість матчів
Станом на 25 травня 2025
- Жирним шрифтом виділені гравці, що продовжують виступати у Ла Лізі

| №  | Країна    | Футболіст          | Матчі | Роки      |
| -- | --------- | ------------------ | ----- | --------- |
| 1  | Іспанія   | Андоні Субісаррета | 622   | 1981–1998 |
| 1  | Іспанія   | Хоакін             | 622   | 2001–2023 |
| 2  | Іспанія   | Рауль Гарсія       | 609   | 2004–2024 |
| 3  | Іспанія   | Рауль Гонсалес     | 550   | 1994–2010 |
| 4  | Іспанія   | Еусебіо Сакрістан  | 543   | 1983–2002 |
| 5  | Іспанія   | Франсіско Буйо     | 542   | 1980–1997 |
| 6  | Іспанія   | Серхіо Рамос       | 536   | 2004–2024 |
| 7  | Франція   | Антуан Грізманн    | 530   | 2010–     |
| 8  | Іспанія   | Дані Парехо        | 526   | 2008–     |
| 9  | Іспанія   | Мануель Санчіс     | 523   | 1983–2001 |
| 10 | Аргентина | Ліонель Мессі      | 520   | 2004–2021 |
| 11 | Іспанія   | Хесус Навас        | 516   | 2003–2024 |
| 12 | Іспанія   | Ікер Касільяс      | 510   | 1999–2015 |
| 13 | Іспанія   | Хаві               | 505   | 1998–2015 |
| 14 | Іспанія   | Мікель Солєр       | 504   | 1983–2003 |
| 15 | Іспанія   | Фернандо Єрро      | 497   | 1987–2003 |

## Визначні гравці Прімери

### Найкращі гравці Європи
Володарі Золотого м'яча за рік, протягом якого вони грали за клуб Ла Ліги.
- Альфредо Ді Стефано — 1957, 1959
- Раймон Копа — 1958
- Луїс Суарес — 1960
- Йоган Кройф — 1973
- Христо Стоїчков — 1994
- Рівалдо — 1999
- Луїш Фігу — 2000
- Роналду — 2002
- Роналдінью — 2005
- Фабіо Каннаваро — 2006
- Ліонель Мессі — 2009, 2010, 2011, 2012, 2015, 2019, 2021
- Кріштіану Роналду — 2013, 2014, 2016, 2017
- Лука Модрич — 2018
- Карім Бензема — 2022

### Найкращі гравці світу ФІФА
Найкращі гравці світу за версією ФІФА за рік, протягом якого вони грали за клуб Ла Ліги.
- Ромаріу — 1994
- Роналду — 1996, 1997, 2002
- Рівалдо — 1999
- Луїш Фігу — 2001
- Зінедін Зідан — 2003
- Роналдінью — 2004, 2005
- Фабіо Каннаваро — 2006
- Ліонель Мессі — 2009, 2010, 2011, 2012, 2015, 2019
- Кріштіану Роналду — 2013, 2014, 2016, 2017
- Лука Модрич — 2018

### Найкращі бомбардири Європи
Володарі Золотого бутса у складі іспанського клубу.
- Уго Санчес — 1990
- Роналду — 1997
- Рой Макай — 2003
- Дієго Форлан — 2005, 2009
- Ліонель Мессі — 2010, 2012, 2013, 2017, 2018, 2019
- Кріштіану Роналду — 2011, 2014, 2015
- Луїс Суарес — 2016

## Українці в Ла-Лізі
Артем Довбик у сезоні 2023/24 забив 24 голи та став найкращим бомбардиром чемпіонату.
| Гравець             | Клуб          | Сезон   | Ігри | Голи |
| ------------------- | ------------- | ------- | ---- | ---- |
| Василь Рац          | «Еспаньйол»   | 1988/89 | 11   | 0    |
| Сергій Погодін      | «Мерида»      | 1995/96 | 3    | 1    |
| Дмитро Чигринський  | «Барселона»   | 2009/10 | 12   | 0    |
| Олександр Яковенко  | «Малага»      | 2013/14 | 9    | 1    |
| Євген Коноплянка    | «Севілья»     | 2015/16 | 32   | 4    |
| Роман Зозуля        | «Бетіс»       | 2016/17 | 6    | 0    |
| Артем Кравець       | «Гранада»     | 2016/17 | 26   | 5    |
| Денис Бойко         | «Малага»      | 2016/17 | 3    | 0    |
| Максим Коваль       | «Депортіво»   | 2017/18 | 2    | 0    |
| Андрій Лунін        | «Леганес»     | 2018/19 | 5    | 0    |
| Андрій Лунін        | «Реал Мадрид» | 2021/22 | 2    | 0    |
| Андрій Лунін        | «Реал Мадрид» | 2022/23 | 7    | 0    |
| Андрій Лунін        | «Реал Мадрид» | 2023/24 | 21   | 0    |
| Андрій Лунін        | «Реал Мадрид» | 2024/25 | 7    | 0    |
| Василь Кравець      | «Леганес»     | 2018/19 | 6    | 0    |
| Віктор Циганков     | «Жирона»      | 2022/23 | 19   | 3    |
| Віктор Циганков     | «Жирона»      | 2023/24 | 30   | 8    |
| Віктор Циганков     | «Жирона»      | 2024/25 | 27   | 2    |
| Віктор Циганков     | «Жирона»      | 2025/26 | 1    | 0    |
| Артем Довбик        | «Жирона»      | 2023/24 | 36   | 24   |
| Роман Яремчук       | «Валенсія»    | 2023/24 | 25   | 3    |
| Владислав Крапивцов | «Жирона»      | 2024/25 | 2    | 0    |
| Владислав Крапивцов | «Жирона»      | 2025/26 | 1    | 0    |